# Lester Young
Lester Willis Young (Woodville (Mississippi), 27 augustus 1909 – New York, 15 maart 1959) was een Amerikaans tenorsaxofonist en klarinettist die in de jazzgeschiedenis als een van de meest invloedrijke tenorsaxofonisten staat aangeschreven. Zijn bijnaam Prez of Pres (afkorting voor president) kreeg hij van zangeres Billie Holiday, nadat alle adellijke  artiestentitels in de jazz al vergeven waren: King Oliver, Duke Ellington, Count Basie en Earl Hines (Hines' echte voornaam). Holiday op haar beurt kreeg van hem de bijnaam Lady Day. Lester Young bespeelde zijn instrument op een heel eigen manier, licht, zweverig en 'cool', in tegenstelling tot de destijds gangbare technisch virtuoze 'hot'- stijl van Coleman Hawkins. Hij heeft vele tenorsaxofonisten beïnvloed, hoewel hij er zelf een bijzonder eigenzinnige stijl op na hield.

## Biografie

### Jonge jaren
Lester Young was de oudste van drie kinderen en groeide op in de buurt van New Orleans, Louisiana. Toen hij elf was, verhuisde vader Young met de kinderen naar Minneapolis. Vader Willis Handis Young leerde zijn kinderen muziekinstrumenten spelen. Young speelde viool, trompet en drums, maar koos op 13-jarige leeftijd voor de altsaxofoon, waarmee hij met de familieband optrad. In 1927 vertrok hij uit Minneapolis na ruzies met zijn vader, omdat hij weigerde in het racistische zuiden van de V.S. op te treden. In 1928 verruilde hij zijn altsax voor de tenorsax. Dat was ook het jaar dat hij ging spelen met Art Bronson's Bostonians.
In 1929 speelde Young weer enige tijd met de familieband, maar toen de familie naar Californië vertrok, bleef Young in New Mexico. Hij speelde bij diverse bands, waaronder Walter Pages Blue Devils (1930), wederom met Art Bronson (1930), Eddie Barefield (1931), weer met de Blue Devils (1932-1933). Toen de laatstgenoemden in '33 uit elkaar gingen, vestigde Young zich in Kansas City. Hij speelde met de Bennie Moten-George E. Lee Band, Clarence Love, King Oliver, en op een avond in december met Fletcher Henderson, die toen een tour deed met Coleman Hawkins.

### Van Count Basie tot het leger
Begin 1934 ging Young samenspelen met Count Basie, een stap die hem nationale bekendheid zou verschaffen. Eind maart ging hij toch weer spelen in de band van Henderson, als vervanger van Hawkins. Omdat de leden van Hendersons band de relaxte, rustige stijl van Young maar niks vonden, verliet hij de band weer binnen een paar maanden. Weer volgde een tijd van spelen met verschillende bands op verschillende plaatsen: Young speelde in Kansas City en Minnesota, achtereenvolgens met Andy Kirk, Boyd Atkins en Rook Ganz.
In 1936 keerde Young terug bij Count Basie. In november speelde hij solo's in nummers als Lady be Good en Shoe Shine Boy. Deze solo's verleenden hem faam onder medemusici, die zelfs zijn solo's uit het hoofd gingen leren. Young kreeg een belangrijke rol in de band van Basie, die daardoor telkens beroemder werd. Lester Young werd een invloedrijke saxofonist, hij schreef geschiedenis, zowel door opnames met Basie als door sessies die hij samen met Billie Holiday en Teddy Wilson speelde. De jonge generatie, met muzikanten als Dexter Gordon en Illinois Jacquet, was onder de indruk van zijn muziek. Vooral zijn optredens met een kleine band, met name op Lester Leaps In, zijn van belang geweest voor de jazzgeschiedenis.
In 1940 liet hij de band van Count Basie weer achter zich. Hij vormde een band samen met zijn broer, drummer Lee Young, maar dit hield niet lang stand en Young ging weer als freelancer spelen. In december 1943 keerde hij voor de derde maal terug bij Count Basie, en pas nu ontdekte het grote publiek hem. Hij werd door die nieuwe generatie op waarde geschat, waaronder John Coltrane, Sonny Rollins en Stan Getz. Hij won de Down Beat verkiezing voor de beste tenorsaxofonist en speelde zelfs een rol in een korte film: Jammin' the Blues.
Op 30 september 1944, tijdens de Tweede Wereldoorlog, werd Young opgeroepen voor militaire dienst. Hij had grote moeite met het racisme in het leger en met het gebrek aan zijn gebruikelijke muzikale uitlaatkleppen. Tijdens zijn diensttijd werd hij veroordeeld wegens drugsgebruik. Eind 1945 werd Young uit militaire dienst ontslagen en begon weer platen op te nemen. Zijn eerste naoorlogse plaat was meteen een meesterwerk: These Foolish Things.

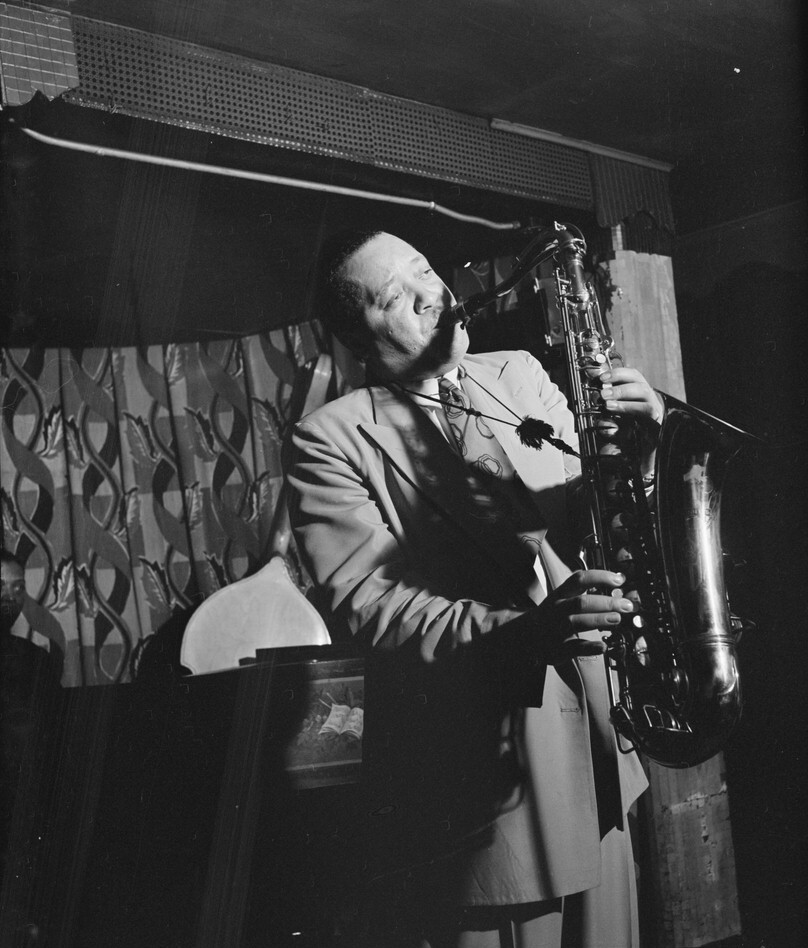
Lester Young tijdens een optreden in Famous Door, een New Yorkse jazzclub in 52nd Street - september 1946. Foto van William P. Gottlieb
Opmerking: deze foto blijkt een spiegelbeeld van het origineel te zijn - kijk naar de foute posities van linker- en rechterhand...

### Jazz at the Philharmonic
Vanaf 1946 speelde Young bijna elk jaar een tijd met Jazz at the Philharmonic, de rest van de tijd was hij op tour met zijn eigen kleine bandjes. Eind jaren veertig begon zijn stijl beïnvloed te raken door de jonge bop-muzikanten. Hij nam nog veel muziek op in de jaren vijftig en hij verscheen nog enkele keren met de band van Count Basie. Zijn gezondheid begon echter ernstig te lijden onder zijn overvloedige alcoholgebruik. Zijn laatste plaatopnames maakte hij in maart 1959 in de Blue Note Club in Parijs, maar daarna werd hij ernstig ziek en keerde terug naar New York. Daar stierf hij niet veel later op 49-jarige leeftijd.
Young werd opgenomen in de Mississippi Musicians Hall of Fame.

## Speelstijl
Young zei zelf dat hij op zijn tenorsaxofoon voortdurend experimenteerde om hem 'te laten klinken als een alt, een tenor of een bas'. De veranderingen in zijn toon waren opzettelijk, behalve tijdens zijn laatste opnames in de periode dat hij ziek was. 
Hij speelde gewoonlijk in het middelste register van de saxofoon en vermeed uiterst lage of hoge tonen. In tegenstelling tot bijvoorbeeld Coleman Hawkins, die graag contrasten uitspeelde en in hogere registers klom (de shrieks), beperkte Young zich meestal tot een bereik van twee octaven.
Youngs werk wordt in drie belangrijke stijlperiodes ingedeeld:
1. 1936 tot 1942, zijn 'vroege periode' Hier valt ook zijn 'introverte periode' onder, waarin hij heel gecontroleerd, cool maar introvert speelt. Op zijn eerste platen speelde Lester Young heel zuiver met een volle, ronde toon. Geleidelijk evolueerde hij naar een zachtere toon met meer legato-articulatie. Omstreeks 1939 had hij zijn typisch zweverig zachte toon ontwikkeld die van grote invloed zou zijn op Stan Getz, Zoot Sims en duizenden andere muzikanten. Typisch voor opnames uit deze periode, zoals Taxi War Dance waren de zachte basnoten die hij zelf omschreef als tonen uit een 'misthoorn'.[1]
2. 1943 tot omstreeks 1950, zijn 'middenperiode', een dikkere, donkere sound met af en toe rasperige tonen in het hoge register (zoals op After Theatre Jump uit 1944) en hoge, lang aangehouden bluesnoten zoals op Destination K.C. uit datzelfde jaar. Vooral in de opnames uit 1943 en 1944 speelt hij contrasten uit tussen de hoge en lage registers, en verrast zijn publiek met frequente lage 'honks'.
3. 1950 tot 1959, zijn 'late' stijlperiode. Omstreeks 1950 speelde hij op een Conn-saxofoon met plastic rieten terwijl die onder muzikanten toch een slechte reputatie hadden. Sinds 1943 speelde hij op een metalen Otto Link-mondstuk, en later ook op een hardrubberen (ebonieten) mondstuk, waarschijnlijk van het merk Brilhart. Ook in deze latere periode maakte Young nog prachtige opnames, maar door ziekte verzwakte hij en dat had invloed op zijn spel.

Young populariseerde een aantal technieken zoals glissando in het saxofoonspel, waarbij hij lange, glijdende tonen (over meer dan een octaaf) produceerde, die veel leken op wat jazzzangers deden. Van Young was bekend dat hij graag zijn liedjes zong en zijn saxofoon ook als een zangstem wilde laten klinken. Verder experimenteerde hij, net als Jimmy Dorsey, met alternatieve vingerzettingen voor bepaalde noten, wat mede bijdroeg aan zijn eigen, karakteristieke toon. Deze vingerzettingen stelden hem namelijk in staat om, door zijn mondstand te veranderen, boventonen te produceren bij noten waarbij dit anders moeilijk zou zijn: bijvoorbeeld bij een aangeblazen lage C een midden C als meeklinkende boventoon.

## Discografie (selectie)
- Lestorian Notes: A Discography of Lester Young - Piet Koster en Harm Mobach - 1998 - Micrography - Amsterdam, The Netherlands - ISBN 90-76453-01-2
- The Complete Lester Young Studio Sessions on Verve - 8-dubbele-cd-box (inbegrepen de enige twee bestaande interviews met Lester Young)
- Count Basie, The Complete Decca Recordings (1937-39)
- The Kansas City Sessions (1938 en 1944), Commodore Records
- The Complete Aladdin Recordings (1942-7) - de Nat King Cole-sessie van 1942 en meer van de naoorlogse periode
- The Lester Young Trio (1946) - weer met Nat King Cole en Buddy Rich, Verve Records
- The Complete Savoy Recordings (1944-50)
- One Night Stand - The Town Hall Concert (1947) - liveopname
- Lester Young with the Oscar Peterson Trio (1952), Verve Records - verzameling van 3 albums, waaronder The President Plays... hieronder
- The President Plays with the Oscar Peterson Trio (1952), Verve Records
- Pres and Teddy (1956), Verve Records
- The Jazz Giants '56 (1956)  * Lester Young in Washington, D.C., 1956 (5 delen), met houseband The Bill Potts Trio
- Count Basie at Newport (1957)